# Sigfrid
Sigfrid, Siegfrid, Sigfried eller Siegfried är ett germanskt mansnamn, och bildat av namnprefixet Sig- ("seger") och -frid ("fred"). Namnet har använts som dopnamn i Sverige sedan 1100-talet.
Namnsdag: 15 februari i Svierge. I den finlandssvenska namnsdagslängden har Sigfrid namnsdag 15 februari sedan starten 1929, då en egen namnsdagskalender togs i bruk för finlandssvenskar.
Namnets utbredning i Sverige bygger till stor del på den medeltida missionären Sigfrid (även känd som Sankt Sigfrid) som främst förknippas med Växjö. Namnet är inte vanligt bland de yngre. 31 december 2005 fanns det totalt 4 913 personer i Sverige med namnet Sigfrid varav 352 med det som tilltalsnamn. År 2003 fick 24 pojkar namnet, men ingen fick det som tilltalsnamn.

## Personer med namnet Sigfrid
- Sigfrid, missionär i Småland
- Sigfrid Aronus Forsius
- Sigge Bergman
- Sigfrid Borgström
- Sigfrid Edström
- Sigfrid Ericson
- Sigfrid Hansson
- Sigfrid Leander
- Sigfrid Lindström
- Sigfrid Linnér
- Sigfrid Mattsson
- Sigfrid Siwertz
- Sigfrid Stenberg
- Sigfrid Strandvik
- Sigfrid Ullman
- Sigfrid Wikfeldt

## Personer med namnet Siegfried
- Siegfried Buback, västtysk riksåklagare
- Siegfried Fischbacher, i illusionistduon Siegfried & Roy
- Siegfried Fischer, skådespelare och författare
- Siegfried Lenz, tysk författare
- Siegfried Naumann, tonsättare och dirigent
- Siegfried Sassoon, brittisk författare
- Siegfried Valentin, östtysk medeldistanslöpare

## Efternamn
- Karl Sigfrid (1977–), en svensk politiker
- Karl Siegfried (1830–1903), en tysk teolog

## Fiktiva
- Siegfried (Nibelungenlied) – hjälte i eposet Nibelungenlied